# Penstemon perpulcher
Penstemon perpulcher är en grobladsväxtart som beskrevs av Aven Nelson. Penstemon perpulcher ingår i släktet penstemoner, och familjen grobladsväxter. Inga underarter finns listade i Catalogue of Life.

## Bildgalleri

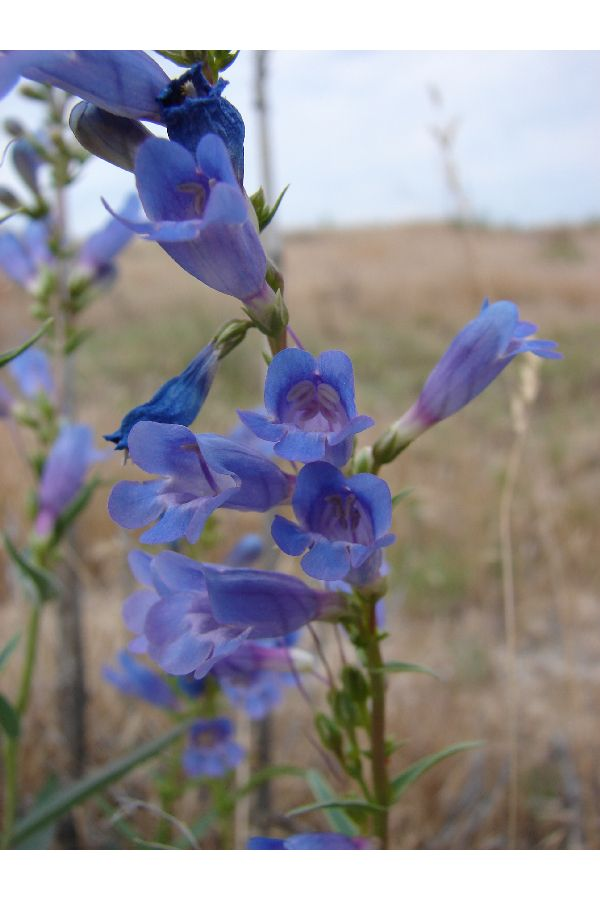